# Praça Ovídio Martins
A Praça Ovídio Martins de Souza, popularmente Praça Ovídio Martins, localiza-se no centro da cidade brasileira de São Miguel do Araguaia, no norte do estado de Goiás. É também conhecida também como a «Praça Central», por está localizada no centro da cidade.

A praça foi nomeada em homenagem à um dos três principais pioneiros da cidade: Ovídio Martins de Souza. A Praça Ovídio Martins fica localizada entre a Avenida José Pereira do Nascimento e a Avenida Goiás, e entre a Rua Quatro e Rua Cinco, no Setor Centro.
Na praça ocorrem diversos eventos artísticos e culturais, como a CultuArte, Feira de Encontro de Culturas, onde são expostos artesanatos, comidas típicas e música regional.